# Larreynaga
Larreynaga ou Larreynaga-Malpaisillo, précédemment connu comme Malpaisillo est une municipalité nicaraguayenne du département de León au Nicaragua.